# Arturo Daudén Ibáñez
Arturo Daudén Ibáñez (Cantavieja, Teruel,  1964. július 9. –) spanyol nemzetközi labdarúgó-játékvezető. Polgári foglalkozása biológiatanár.

## Pályafutása

### Nemzeti játékvezetés
1994-ben lett a Primera Division játékvezetője. Az aktív nemzeti játékvezetéstől 2009-ben vonult vissza. Első ligás mérkőzéseinek száma: 242.

#### Nemzeti kupamérkőzések
Vezetett Kupa-döntők száma:3.

##### Spanyol-kupa
| Időpont           | Helyszín                   | Mérkőzés típusa | Mérkőzés                  | Eredmény | Nézők száma |
| ----------------- | -------------------------- | --------------- | ------------------------- | -------- | ----------- |
| 1998. április 29. | Mestalla Stadion, Valencia | döntő           | FC Barcelona–RCD Mallorca | 1 : 1    | 54 000      |

##### Szuperkupa
| Időpont             | Helyszín                               | Mérkőzés típusa | Mérkőzés                 | Eredmény |
| ------------------- | -------------------------------------- | --------------- | ------------------------ | -------- |
| 1997. augusztus 23. | Santiago Bernabéu stadion, Madrid      | döntő           | Real Madrid–FC Barcelona | 4 : 1    |
| 2005. augusztus 13. | Manuel Ruiz de Lopera Stadion, Sevilla | döntő           | Real Betis–FC Barcelona  | 0 : 3    |

### Nemzetközi játékvezetés
A Spanyol labdarúgó-szövetség Játékvezető Bizottsága (JB) 1998-ban terjesztette fel nemzetközi játékvezetőnek, a Nemzetközi Labdarúgó-szövetség (FIFA) bíróinak keretébe. Több nemzetek közötti válogatott és klubmérkőzést vezetett. UEFA besorolás szerint a „elit” kategóriába tevékenykedett. A spanyol nemzetközi játékvezetők rangsorában, a világbajnokság-Európa-bajnokság sorrendjében többedmagával a 8. helyet foglalja el 10 találkozó szolgálatával. Az aktív nemzetközi játékvezetéstől 2005-ben búcsúzott. Válogatott mérkőzéseinek száma: 13.

#### Világbajnokság
Nigéria rendezte a 12. U20-as, az 1999-es ifjúsági labdarúgó-világbajnokságot, ahol a FIFA JB hivatalnoki feladatokkal bízta meg.
| Időpont           | Helyszín                                | Mérkőzés típusa        | Mérkőzés                 | Eredmény | Nézők száma |
| ----------------- | --------------------------------------- | ---------------------- | ------------------------ | -------- | ----------- |
| 1999. április 8.  | Abubarkar Tafawa Balewa Stadion, Bauchi | selejtező (E. csoport) | Japán–Egyesült Államok   | 3 : 1    | 9 000       |
| 1999. április 11. | Abubarkar Tafawa Balewa Stadion, Bauchi | selejtező (E. csoport) | Kamerun–Egyesült Államok | 1 : 3    | 9 000       |
| 1999. április 14. | GSP Stadion, Nicosia                    | egyik nyolcaddöntő     | Ghána–Costa Rica         | 2 : 0    | 1 000       |

A világbajnoki döntőhöz vezető úton Dél-Koreába és Japánba a XVII., a 2002-es labdarúgó-világbajnokságra és Németországba a XVIII., a 2006-os labdarúgó-világbajnokságra a FIFA JB bíróként alkalmazta.

##### 2002-es labdarúgó-világbajnokság
| Időpont           | Helyszín                       | Mérkőzés típusa           | Mérkőzés          | Eredmény | Nézők száma |
| ----------------- | ------------------------------ | ------------------------- | ----------------- | -------- | ----------- |
| 2000. október 11. | Köztársasági Stadion, Chişinău | előselejtező (4. csoport) | Moldova–Macedónia | 0 : 0    | 4 500       |
| 2001. október 6.  | Park Stadion, Koppenhága       | előselejtező (3. csoport) | Dánia–Izland      | 6 : 0    | 41 769      |

##### 2006-os labdarúgó-világbajnokság
| Időpont             | Helyszín                       | Mérkőzés típusa           | Mérkőzés                | Eredmény | Nézők száma |
| ------------------- | ------------------------------ | ------------------------- | ----------------------- | -------- | ----------- |
| 2004. szeptember 8. | Ullevi Stadion, Göteborg       | előselejtező (8. csoport) | Horvátország–Svédország | 0 : 1    | 40 023      |
| 2004. október 9.    | Francia Stadion, Saint-Denis   | előselejtező (4. csoport) | Franciaország–Írország  | 0 : 0    | 78 863      |
| 2005. június 8.     | Na Stínadlech Stadion, Teplice | előselejtező (1. csoport) | Csehország–Macedónia    | 6 : 1    | 14 150      |
| 2005. október 12.   | Qemal Stafa Stadion, Tirana    | előselejtező (2. csoport) | Albánia–Törökország     | 0 : 1    | 8 000       |

#### Európa-bajnokság
Az európai-labdarúgó torna döntőjéhez vezető úton Belgiumba és Hollandiába a XI., a 2000-es labdarúgó-Európa-bajnokságra, valamint Portugáliába a XII., a 2004-es labdarúgó-Európa-bajnokságra az UEFA JB játékvezetőként foglalkoztatta.

##### 2000-es labdarúgó-Európa-bajnokság
| Időpont         | Helyszín                  | Mérkőzés típusa           | Mérkőzés                     | Eredmény | Nézők száma |
| --------------- | ------------------------- | ------------------------- | ---------------------------- | -------- | ----------- |
| 1999. június 5. | Koševo Stadion, Szarajevó | előselejtező (9. csoport) | Bosznia-Hercegovina–Litvánia | 2 : 0    | 6 100       |

##### 2004-es labdarúgó-Európa-bajnokság
| Időpont              | Helyszín                                        | Mérkőzés típusa            | Mérkőzés          | Eredmény | Nézők száma |
| -------------------- | ----------------------------------------------- | -------------------------- | ----------------- | -------- | ----------- |
| 2002. október 16.    | Friends Provident St Marys Stadion, Southampton | előselejtező (7. csoport)  | Anglia–Macedónia  | 2 : 2    | 32 095      |
| 2003. június 7.      | St.Jakob Park Stadion, Bázel                    | előselejtező (10. csoport) | Svájc–Oroszország | 2 : 2    | 30 500      |
| 2003. szeptember 10. | Millenium Stadion, Cardiff                      | előselejtező (9. csoport)  | Wales–Finnország  | 1 : 1    | 73 411      |

#### Afrikai nemzetek Kupája
Mali rendezte a 23., a 2002-es afrikai nemzetek kupája labdarúgó tornát, ahol a CAF JB bírói szolgálatra hívta meg.
| Időpont          | Helyszín                                | Mérkőzés típusa           | Mérkőzés         | Eredmény | Nézők száma |
| ---------------- | --------------------------------------- | ------------------------- | ---------------- | -------- | ----------- |
| 2002. január 25. | Modibo Kéïta Stadion, Bamako            | előselejtező (D. csoport) | Egyiptom–Tunézia | 1 : 0    | 3 000       |
| 2002. február 3. | Abdoulaye Nakoro Cissoko Stadion, Kayes | egyik negyeddöntő         | Dél-Afrika–Mali  | 0 : 2    | 15 000      |

#### Nemzetközi kupamérkőzések

##### UEFA-bajnokok ligája
| Időpont             | Helyszín                        | Mérkőzés típusa                     | Mérkőzés             | Eredmény |
| ------------------- | ------------------------------- | ----------------------------------- | -------------------- | -------- |
| 1998. augusztus 26. | Szusza Ferenc Stadion, Budapest | második selejtező kör (2. mérkőzés) | Újpest FC–Sturm Graz | 2 : 3    |

##### UEFA-kupa
| Időpont          | Helyszín                           | Mérkőzés típusa          | Mérkőzés                      | Eredmény |
| ---------------- | ---------------------------------- | ------------------------ | ----------------------------- | -------- |
| 2004. március 3. | Oláh Gábor utcai stadion, Debrecen | 3. forduló (2. mérkőzés) | Debreceni VSC– Club Brugge KV | 0 : 0    |

## Szakmai sikerek
A spanyol sportmagazin 1976-tól létrehozta a Labda elnevezésű trófeáját. 1986-tól  az Év játékvezetője is részesült az elismerésben. 1995-ben szakmai munkájának elismeréseként megkapta a díjat.
Az IFFHS (Nemzetközi Futballtörténészek- és Statisztikusok Szövetsége) 1987-2011 évadokról tartott nemzetközi szavazásán 151, játékvezető besorolásával minden idők 109, legjobb bírójának rangsorolta, holtversenyben  Ahmet Çakar, Pietro D'Elia, Antonio Maruffo Mendoza, Alberto Tejada Noriega, Sergio Fabián Pezzotta, Carlos Silva Valente társaságában.